# أبو صلابيخ
تل أبو صلابيخ يقع على بعد 145 كم جنوب غربي بغداد، ونحو 40 كم شمال غربي مدينة نيبور الأثرية، ويتألف هذا التل من مجموعة من التلال وسط أرضية رسوبية غير صالحة للزراعة لايزيد ارتفاعها على خمسة أمتار، ويبلغ طولها نحو 900م وعرضها نحو 850م.

## تنقيب
بدأت أعمال التنقيب الأثري فيها في الأعوام 1963-1965 م ومن عام 1978-1989م. وذلك في ثلاثة مواقع اصطلح على تسميتها التل الرئيس والتل الغربي وتل أوروك، من قبل المعهد الشرقي بإشراف عالم الآثار دونالد هانسن Donald Hansen وكانت نتائج الكشوف الأولى في التل الرئيس مشجعة جداً إذ كشف عن مدينة قديمة لم يعرف اسمها السومري بعد، كما عثر على رُقُمْ طينية مدونة باللغة السومرية القديمة، وهي ذات محتوى أدبي، ويحدّد تاريخها في بداية عصر الأسر السومرية في مراحلها المتعاقبة الثلاث، عصر الأسرة الأولى والثانية والثالثة وتؤرّخ من 3000 إلى 2400ق.م.
وقد قام الآثاري اللغوي روبرت بيغس R. Biggs عام 1974م بنشرها. تولى نيقولاس بوستغيت Nicholas Postgate بتكليف من معهد الآثار البريطاني في بغداد متابعة أعمال التنقيب في التل الرئيس منذ عام 1978م، وأسفرت هذه التنقيبات في عدة مواسم عن كشف ما يزيد على 200 قبر، عثر في بعضها على لقى فخارية كثيرة تعود إلى بداية السلالات السومرية. وأظهرت التنقيبات الواسعة في الطبقات السطحية من التل الغربي عدداً كبيراً من الأبنية السكنية التي تعود إلى بداية عصر الأسرة السومرية الأولى. أما في تل أوروك فقد عثر في مناطق محدودة منه على طبقات حضارية من عصر أوروك الوسيط، كما عثر على بضع كسرٍ من أوان فخارية ذات لون واحد بالإضافة على كسر أخرى ذات صور بألوان عدة، ترقى إلى عصر جمدة نصر، مما يشير إلى استيطان هذا التل في هذا العصر. وقد نشرت نتائج حفريات القبور، وفخار بداية عصر الأسر المكشوفة في التل الغربي في سلسلة حفريات أبي صلابيخ. وتنشر التقارير الأولية عن حفريات أبي صلابيح سنوياً في مجلة«العراق". عثر في القطاع E من التل الشرقي على ما يقرب من 500 لوحة مسمارية على عمق قليل من سطح التل، وهي مفتتة ومغطاة بطبقة ملحية لقربها من سطح التل، وتعد من أهم الكتابات التي ظهرت في جنوبي بلاد الرافدين، إذ تتضمن موضوعات متنوعة، أدبية ولغوية معجمية وإدارية قام بدراستها الباحث اللغوي روبرت بيغس ونشرها عام 1974م، تحت عنوان: مدونات من تل أبو صلابيخ Inscriptions from Tell Abu Salabikh.
وتشابه هذه الكتابات نصوص اللوحات المكتشفة في مدينة فارا، وبعضها منسوخ عنها. ويبدو أن هذه النصوص تمثل مرحلة مهمة من مراحل تطور نظام الكتابة، والأسماء التي تذكر في هذه النصوص هي أسماء سامية قريبة جداً من الأسماء الأكدية، وقد أظهرت المكتشفات الجديدة في إيبلا بعد ثلاث سنوات من نشر لوحات أبي صلابيخ علاقة وثيقة مع نصوص أبي صلابيخ من حيث استعمال الأعداد وأسماء الأشهر، كما عثر في محفوظات إبلا على نسخ متطابقة مع نصوص أبي صلابيخ، وربما تكون منقولة عنها وهذا يشير إلى العلاقة الوثيقة التي كانت تربط جنوبي بلاد الرافدين مع إبلا.
أهم المكتشفات الأثرية في القطاع E هي شوارع مسقوفة وهياكل عظمية لحيوانات بحرية ودمى طينية وجرار فخارية، وطبعات أختام أسطوانية وأختام أسطوانية تمثل حيوانات أليفة ومجالس شراب. وبوجه عام تشير مكتشفات أبي صلابيخ إلى بدايات نشوء المدن بدليل النصوص الإدارية في منتصف الألف الثالث ق.م.